# Ivica Vastić
Ivica Vastić (Split, 29 de setembro de 1969) é um ex-futebolista croata naturalizado austríaco. Atualmente treina o Mattersburg, da Áustria.

## Carreira em clubes
Formou sua carreira na Áustria, após passar seus dois primeiros anos como profissional no RNK Split, de sua cidade natal, na ainda Jugoslávia. Sua passagem mais duradoura deu-se no Sturm Graz, onde permaneceu de 1994 a 2002, sendo premiado três vezes pelo clube como o melhor jogador do país, em 1995, 1998 e 1999 (nos dois últimos, a sua equipa foi campeã da Bundesliga Austríaca). Do campeonato nacional também fora artilheiro em 1996 e 2000.
Em 2002, foi jogar no Nagoya Grampus Eight. Após uma temporada no clube japonês, voltou à Áustria, agora como jogador do Áustria Viena, chegando ao seu atual clube, o LASK Linz, em 2005, quando a equipa se encontrava na segunda divisão. Vastić ajudou o LASK a ascender à divisão principal em 2007, e também na sexta colocação obtida na temporada 2007/08, terminando pela terceira vez como artilheiro do campeonato e pela quarta como melhor jogador do país. Pelo clube, marcou 55 golos nos 94 jogos que fez.

## Seleção
Vastić foi, em 2008, novamente convocado pela Seleção Austríaca, pela qual não jogava desde 2005. Debutara pela Áustria em 1996, ao adquirir a cidadania. Incluso na lista final dos 23 jogadores que defenderão o selecionado na Eurocopa 2008 - o primeiro Euro do país, sede da competição -, o croata foi o jogador mais velho do torneio, pouco mais de um mês mais velho que o goleiro alemão Jens Lehmann, o segundo mais velho. Em amistoso preparatório para o campeonato, marcou um golo no jogo com a Malta que acabou em 5-1 (vitória da seleção Autríaca).

### Copa do Mundo de 1998
Vastić foi também o último remanescente, ao lado de Martin Hiden, da equipa que foi à Copa do Mundo de 1998, a última disputada pela Áustria. Marcou um golo no segundo jogo, contra o Chile, empatando 1-1 já no final da partida.  Curiosamente, os austríacos também haviam empatado em 1 x 1 no último minuto no jogo inicial (contra Camarões), com Toni Polster, e na terceira partida novamente fariam um golo nos descontos, com Andreas Herzog - desta vez, entretanto, os germânicos perderam por 2 x 1 para a Itália e terminaram eliminados na primeira fase.

### Euro 2008
No Euro, Vastić voltou a marcar nos acréscimos e empatando em 1-1 de um segundo jogo, desta vez contra a Polônia, de pênalti, dando uma sobrevida aos co-anfitriões. Chegaram a sonhar com a classificação no duelo germânico contra a Alemanha, mas saíram derrotados por 0-1. Mesmo assim, a participação da modesta Seleção Austríaca foi considerada honrosa.